# بيتر بي. مورين
بيتر بي. مورين (بالإنجليزية: Peter G. Morin)‏ هو سياسي أمريكي، ولد في 2 أبريل 1955. حزبياً، نشط في الحزب الجمهوري. وقد انتخب عضو مجلس نواب ماساتشوستس.